# جان ویتریج ویلیامز
جان ویتریج ویلیامز (انگلیسی: John Whitridge Williams؛ ۲۶ ژانویهٔ ۱۸۶۶ – ۲۱ اکتبر ۱۹۳۱) یک پزشک متخصص برجستهٔ زایمان و استاد دانشگاه در بیمارستان جانز هاپکینز ایالات متحده آمریکا بود.
او نخستین مؤلف کتاب جامع ویلیامز در پزشکی زایمان است.